# Hilde Vanhulle
 (avril 2022).
Si vous disposez d'ouvrages ou d'articles de référence ou si vous connaissez des sites web de qualité traitant du thème abordé ici, merci de compléter l'article en donnant les références utiles à sa vérifiabilité et en les liant à la section « Notes et références ».
Hilde Vanhulle est une actrice belge néerlandophone née le 13 août 1968.

## Biographie
Hilde Vanhulle naît le 13 août 1968.
En 1999, Elle joue Kabouter Smal dans la série Kabouter Plop dont ce personnage a été introduit dans la série.
Hilde a également joué le même personnage dans plusieurs expositions personnelles à Plopsaland De Panne.
Entre 2014 à 2017, elle a joué le rôle de Tori De Rover dans la série jeunesse Ghost Rockers.

## Filmographie
- 1997 : Kabouter Plop : Kabouter Smal